# Athysanella terebrans
Athysanella terebrans är en insektsart som beskrevs av David D. Gillette och Baker 1895. Athysanella terebrans ingår i släktet Athysanella och familjen dvärgstritar. Inga underarter finns listade i Catalogue of Life.